# Çarıklı, Batman
Çarıklı là một xã thuộc thành phố Batman, tỉnh Batman, Thổ Nhĩ Kỳ. Dân số thời điểm năm 2011 là 756 người.